# Bregana
 Bregana  falu Horvátországban Zágráb megyében. Közigazgatásilag Szamoborhoz tartozik.

## Fekvése
Zágrábtól 23 km-re nyugatra, községközpontjától 5 km-re északnyugatra a szlovén határnál, a Zsumberk-Szamobori-hegység lábánál, az A3-as autópálya mellett fekszik.

## Története
1251-ben említik várát „castrum Bregana” néven. A falu 1783-ban az első katonai felmérés térképén „Dorf Bregana” néven szerepel. 1857-ben 308, 1910-ben 419 lakosa volt. Trianon előtt Zágráb vármegye Szamobori járásához tartozott. 2011-ben 2444 lakosa volt.

## Lakosság
| Lakosság változása | Lakosság változása | Lakosság változása | Lakosság változása | Lakosság változása | Lakosság változása | Lakosság változása | Lakosság változása | Lakosság változása | Lakosság változása | Lakosság változása | Lakosság változása | Lakosság változása | Lakosság változása | Lakosság változása | Lakosság változása |
| ------------------ | ------------------ | ------------------ | ------------------ | ------------------ | ------------------ | ------------------ | ------------------ | ------------------ | ------------------ | ------------------ | ------------------ | ------------------ | ------------------ | ------------------ | ------------------ |
| 1857               | 1869               | 1880               | 1890               | 1900               | 1910               | 1921               | 1931               | 1948               | 1953               | 1961               | 1971               | 1981               | 1991               | 2001               | 2011               |
| 308                | 300                | 359                | 422                | 441                | 419                | 362                | 455                | 460                | 799                | 1567               | 1632               | 1794               | 2344               | 2528               | 2444               |

## Nevezetességei
Közúti határátkelőhely Szlovénia (Obrežje) felé.

## Külső hivatkozások
- Szamobor hivatalos oldala
- Szamobor város turisztikai egyesületének honlapja
- Az első katonai felmérés térképe (1763-1787)